# Insomni

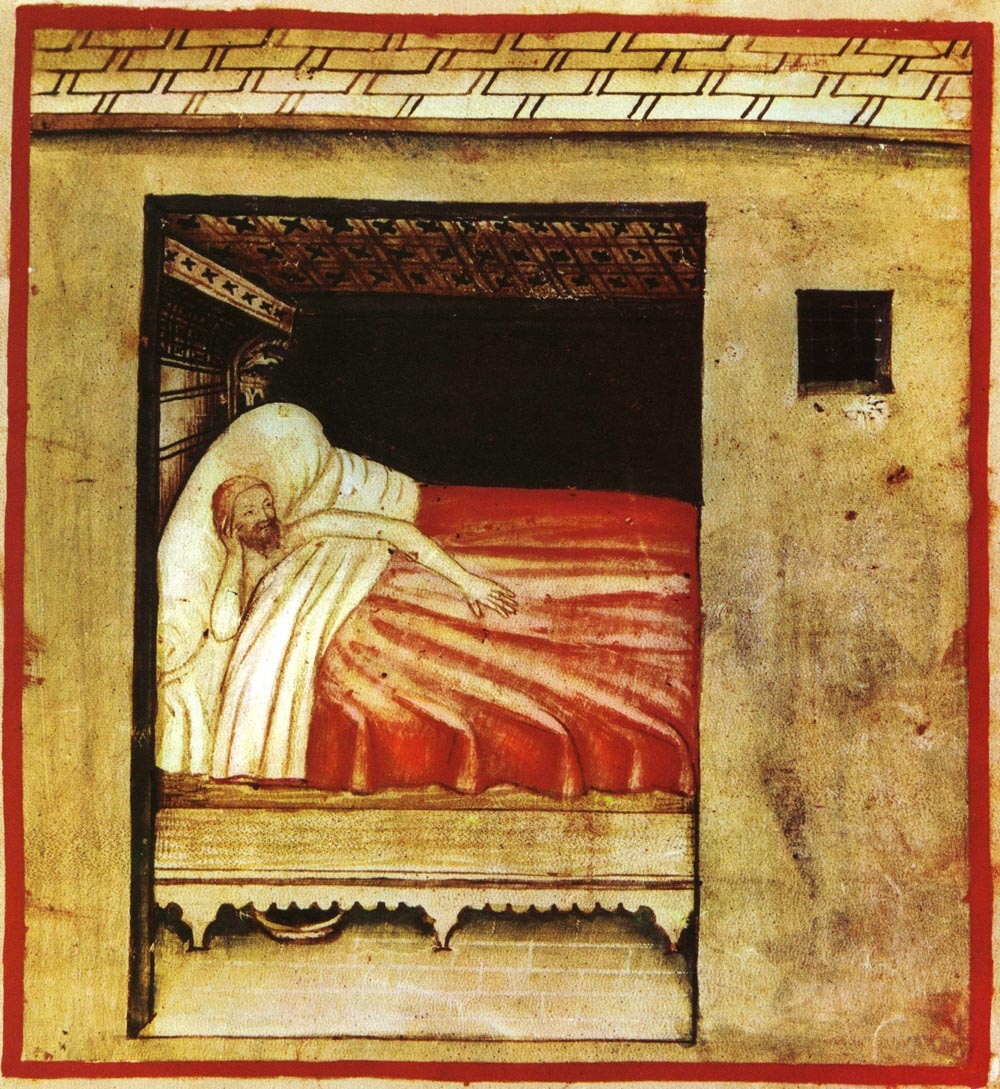
Insomni, Tacuinum sanitatis casanatensis (segle XIV)

L'insomni és una incapacitat crònica de dormir, que acostuma a aparèixer com a símptoma de malaltia o estats alterats d'ànim. Pot suposar dificultat per a agafar el son, despertar-se sovint durant la nits de forma repetida o incapacitat de romandre adormit durant períodes perllongats.
L'insomni té conseqüències físiques i psicològiques, com ara fatiga diürna, manca de concentració, risc de patir depressió, més propensió als accidents, menys defenses davant malalties, irritabilitat i pèrdua de memòria temporal.

## Tipus d'insomni
Hi ha diversos tipus d'insomni:
- Insomni d'ajustament: és un insomni agut que dura menys de tres mesos i està associat a l'estrès, desapareix quan la causa de la preocupació remet o el subjecte s'acostuma al nou estat.
- Insomni psicofisiòlogic: és un insomni intermitent, associat a angoixes i preocupacions al llit que no deixen dormir.
- Insomni paradoxal: insomni que dura més d'un mes però que no afecta a l'activitat diürna, caracteritzat per pensaments intrusius que fan despertar la persona.
- Insomni idiopàtic: trastorn que neix a la infància sense causa aparent.
- Insomni secundari: quan apareix lligat a una malaltia mental.
- Insomni per manca d'higiene del son: dura més d'un mes i està lligat a mals hàbits de l'individu, remet quan es formen noves pautes de conducta.
- Insomni tòxic: lligat al consum d'una substància concreta.

## Causes i solucions de l'insomni
Les causes de l'insomni són variades. En un primer grup estan els factos físics, com la ingesta d'estimulats (cafeïna, alcohol, etc.), presa de drogues o medicaments o dolor. En un segon grup apareixen causes psicològiques, com l'ansietat, les preocupacions o l'estrès, que no deixen descansar el cervell. Per acabar, es poden agrupar els trastorns específics del son i malalties mentals.
Depenent del tipus i l'origen de l'insomni, s'aconsella un tractament o un altre. En tot cas, és recomanable visitar un especialista quan l'insomni dura més de cinc setmanes. Hi ha fàrmacs específics per a dormir, com els sedants en les seves diverses formes, que es poden complementar amb teràpia psicològica i un conjunt d'hàbits, com ara:
- No prendre estimulants (cafè, xocolata, te).
- No prendre alcohol (tot i que pot ser un inductor del son, provoca seguidament insomni).
- Evitar una activitat intensa o un sopar massa abundant abans d'anar a dormir. Però una activitat física moderada durant el dia facilita el son.
- Procurar dormir en el mateix lloc, amb poca llum i soroll.
- No suplir la manca de son nocturna amb migdiades.
- Practicar tècniques de relaxació.
- Abans d'anar a dormir fer una activitat que no requereixi massa esforç físic o mental. És bo fer una mateixa rutina abans d'anar a dormir.
- Anar a dormir, només quan es tingui son.
- Utilitzar el mateix lloc per dormir.
- Si hom no s'adorm (en 30-45 minuts), llevar-se i fer una activitat relaxant i monòtona fins que vingui la son de nou.
- Si hi ha una deficiència de magnesi caldrà una ingesta suplementària de magnesi[2]

### Tractaments farmacològics
Sempre s'haurien d'utilitzar el menys temps possible o fer-ho de manera intermitent (per evitar-ne la dependència). Els noms comercials dels fàrmacs que segueixen a continuació corresponen al mercat espanyol.
- Les benzodiazepines és la medicació més comuna per a l'insomni: lorazepam (EFG, Idalprem, Orfidal) i lormetazepam (EFG, Loramet, Noctamid), principalment.
- Anàlegs de benzodiazepines, com la zaleplona (Sonata), el zolpidem (EFG, Dalparan, Stilnox) o la zopiclona (Limovan).
- Si hi ha símptomes depressius, antidepressius sedants com la mirtazapina (EFG, Rexer, Sedionbel, Vastat),[4] mianserina (Lantanón) o trazodona (Deprax), poden ser útils.
- Si hi ha símptomes d'agitació i desorientació durant el son que desperten el pacient, pot ser d'utilitat la levomepromazina (Sinogan).
- Rarament s'utilitzaran:
  - Antihistamínics d'efecte sedant, com la doxilamina (Dormidina) o la difenhidramina (Soñodor).
  - Suplements de melatonina.[5]

### Tractaments fitoteràpics
Basats en herbes, com la valeriana o, menys eficaçment: la camamil·la o l'espígol. En tot cas, el seu efecte és modest.